# Peperomia quaesita
Peperomia quaesita är en pepparväxtart som beskrevs av William Trelease. Peperomia quaesita ingår i släktet peperomior, och familjen pepparväxter. Inga underarter finns listade i Catalogue of Life.